# Јозеф Хофман
Јозеф Хофман (Бртњице, 15. децембар 1870 — Беч, 7. мај 1956) био је аустријско - моравски архитекта и дизајнер намештаја. Био је међу оснивачима Бечке сецесије и суоснивач Бечке радионице. Његово најпознатије архитектонско дело је Дворац Стокле у Бриселу (1905–1911), пионирско дело модерне архитектуре, арт декоа и врхунац архитектуре Бечке сецесије.

## Биографија

### Младост и образовање
Хофман је рођен у Бртњицама у Моравској (данас део Чешке, тада Аустроугарске). Отац му је био сувласник текстилне фабрике и градоначелник малог града. Отац је подстицао Јозефа да постане адвокат или државни службеник, па га је послао у престижну школу. Јозеф је касније своје школске године описао као „срамоту и мучење које је затровало моју младост и оставило у мени осећај инфериорности који траје до данас“.
Јозеф прелази 1887. године на Вишу школу за уметност и занате у Брну, где је дипломирао 1891. године. Године 1892. започео је студије на Академији ликовних уметности у Бечу код професора Карла Фрајхера фон Хазенауера и Ота Вагнера, двојице најпрестижнијих архитеката тог периода. Тамо је упознао још једног архитекту у успону тог времена, Јозефа Марију Олбриха. Године 1895, Хофман је заједно са Олбрихом, Коломаном Мозером и Карлом Отом Чешком, и још неколико других уметника, основао групу под називом Зибенер клуб (  - Клуб седморице), претечу будуће Бечке сецесије. Под Вагнеровим вођством, Хофманов дипломски пројекат била је обновљена ренесансна зграда, с којом је освојио Прикс де Роме и провео годину дана у Италији на стручном усавршавању. Хофман је одмах кренуо на пројектовање Зграде сецесије на Карлсплацу у Бечу, пројектовањем фоајеа и канцеларија, те планирањем првих изложби сецесионистичког покрета у овој згради.

### Бечка сецесија (1897–1905)
По повратку из Италије 1897. године Хофман се придружио Вагнеровом архитектонском бироу. Исте године придружио се новом покрету који су покренули Ото Вагнер и Густав Климт под називом Друштво аустријских ликовних уметника, много познатијег као Бечка сецесија.
Године 1899, са двадесет девет година, Хофман је почео да предаје на Школи за занате и примењену уметност, која је сада Универзитет примењених уметности у Бечу. Хофман је дизајнирао бечку поставку за Универзалну изложбу у Паризу 1900. године, која је представила сецесијски стил међународној публици. Године 1899. дизајнирао је и Осму изложбу Сецесије. Поред дела сецесијских уметника, на овој изложби су били присутни и француски уметник Жил Мајер-Графе, Белгијанац Хенри ван де Велде, Чарлс Ешби, те шкотски уметници из Глазгова Чарлс Рени Мекинтош и Маргарет Мекдоналд Мекинтош. Ова изложба укључивала је групу модела кућа у бечком насељу Хое-Варте које су одлсликавале стил Покрета за уметност и занате, укључујући прозоре подељене на мале квадрате и забатни кров.

Током овог периода, Хофманов рад је постао ригорознији, више геометријски и мање орнаменталан. Он је фаворизовао употребу геометријских облика, посебно квадрата и црно-белих површина. Хофман је касније објаснио да се „ови облици, разумљиви свима, никада нису појављивали у претходним стиловима“. Био је задужен за дизајнирање изложби које су се одржавале у изложбеном павиљону Сецесије у Бечу, укључујући поставку за прослављени фриз Густава Климта посвећен Бетовену.
- Дизајн Јозефа Хофмана "Бетовенов фриз Густава Климта" у изложбеном павиљону Сецесије (1902)
- Ормар за фотографије (око 1902. године)

Хофман је критиковао зграде без украса:
„Не ради се о облагању оквира смешним орнаментом у ливеном цементу, индустријски направљеном, нити наметању као узор швајцарској архитектури или кућама са забатима. Реч је о стварању складног ансамбла, велике једноставности, прилагођеног појединцу... и који представља природне боје и форму направљену руком уметника...“  
Хофман није у потпуности одбацио историцизам; хвалио је модел британског Покрета за уметност и занате и позивао уметнике да обнове локалне форме и традиције. Он је написао да су основни елементи новог стила "аутентичност у употреби материјала, јединство декора и избор стила прилагођеног локалитету".

### Супруга Ана и син Волфганг
Хофман се 1898. године оженио Аном Хладик и имали су сина Волфганга, рођеног 1900. године.
Син Волфганг је, заједно са бившом ученицом свог оца Полом Вајнбах Хофман (касније Пола Стаут), емигрирао у Њујорк 1925. године и у наредним годинама давао је значајан допринос америчком модернизму.

### Бечка радионица (1903–1932)
Јозеф Хофман био је заокупљен изложбом у Паризу 1900. и осталим изложбама у Бечу. Током овог периода изградио је само мали број зграда, укључујући и трансформацију куће за свог пријатеља Пола Витгенштајна. Такође је саградио неколико градских и сеоских кућа за своје колеге и пријатеље, као и лутеранску цркву и кућу за пастора у Ст. Егиду на Нојвалду, у Доњој Аустрији.
Године 1903, заједно са Коломаном Мозером и банкаром Фрицом Верндорфером (који су обезбедили већи део капитала), Хофман је покренуо  Бечку радионицу, предузетничко удружење уметника и занатлија који раде заједно на стварању елемената једног целовитог дела уметност, или Гезамт-кунст-верк-а, укључујући архитектуру, намештај, лампе, стаклене и металне радове, посуђе и текстил.
Хофман је дизајнирао широк избор објеката за Бечку радионицу. Неки од њих, попут столице Зицмашине (у дословном преводу: машина за седење), затим лампе и комплета наочара, изложени су у Музеју модерне уметности у Њујорку. Хофманов сервис за чај налази се у колекцији Метрополитен музеја. Многа дела су ручно израдили занатлије из групе, а неке су израдили индустријски произвођачи.
Неки од Хофманових дизајна и данас се могу наћи у производњи. На пример, сет прибора за јело Рундес Модел данас производи фирма Алеси. Првобитно произведен у сребру, овај асортиман се сада производи од висококвалитетног нерђајућег челика. Још један пример Хофманових строгих геометријских линија и квадратне структуре је култна Кубус фотеља. Дизајнирана 1910. године, представљена је на Међународној изложби одржаној у Буенос Ајресу. Хофманова честа употреба квадрата и коцке донела му је надимак Квадратл-Хофман („Коцкасти Хофман“). Хофманов стил је постепено постајао све трезвенији и апстрактнији, а његов рад се све више ограничавао на функционалне структуре и производе за домаћинство.

Концепт радионице је цветао у својим раним годинама и ширио се ван Аустрије. Године 1907. Хофман је био суоснивач Дојчер Веркбунд-а, а 1912. године Аустријског Веркбунд-а (  - Аустријски радни савез). Радионица је била у великој кризи током Првог светског рата, а потом и у Великој депресији, па је затворена 1932. године.
- Фотеља од дрвета и трске (1903), Јозеф Хофман и Коломан Мозер (Метрополитен музеј уметности, Њујорк)
- Столица за Санаторијум Пуркерсдорф (1904–1905)
- Столица Зицмашине (1905)
- Кубус фотеља (1910)
- Разни дизајни од Хофмана (1904–1908)

### Санаторијум Пуркерсдорф (1904–1905)
Године 1905. Хофман је завршио своје прво велико дело у граду Пуркерсдорфу близу Беча. Санаторијум Пуркерсдорф је одмакао од стила уметности и израде, био је преседан и инспирација за модерну архитектуру која ће се развити у првој половини 20. века. Структура санаторијума је имала јасноћу, једноставност и логику која је наговестила Нову стварност.
- Поглед спреда
- Предворје
- Галерија
- Соба за састанке

### Дворац Стокле (1905–1911)
Дворац Стокле у Бриселу је изграђен у сарадњи са Густавом Климтом. Био је видљива прекретница историјских стилова до модерне архитектуре. Дворац је саграђен за Адолфа Стоклеа, наследника богате белгијске банкарске породице, који је живео у Милану и Бечу. Хофман је представио планове 1905. године, али је изградња, у три фазе, завршена тек 1911.
Екстеријер дворца је изузетно модеран, са строгим геометријским облицима и дискретном декорацијом. Спољашњост је обложена белим норвешким мермером, а прозори су оивичени извајаним металом. Централна кула, висока скоро двадесет метара, сачињена је од склопљених кубичних форми и крунисана је са четири бакарне статуе. План има две осе, управне једна на другу. Ограде око зграде и на торњу имају стилизоване орнаменталне дизајне, а чак су и биљке у башти обликоване у геометријске форме како би употпуниле архитектуру.

Унутрашњост, коју су урадили Хофман и уметници Бечке радионице, је попут низа позорница које омогућавају погледе из једне просторије у другу. Унутрашњост је украшена разнобојним мозаицима, које је направио Климт, као и зидовима од белог и зеленог мермера. Подови су од паркета од егзотичног дрвета, са различитим дезенима у свакој просторији. Трпезарија садржи сет од два Климтова мозаичка мурала. Мермерни стубови и Климтови мозаици су у окружењу зидова прекривених стилизованим цветним шарама. Сваки детаљ куће израдила је Бечка радионица, укључујући правоугаону мермерну каду, окружену мермерним плочама са скулптурама и постављеним на плави мермерни под; углачану оплату од дрвета у спаваћој соби и кухињске пултове, под и намештај. Зграда је сада Унескова светска баштина.
- Дворац Стокле (1905–1911)
- Прозори Дворца Стокле
- Детаљ фасаде, од армираног бетона обложеног мермерним плочама
- Фотографија трпезарије Дворца Стокле, са намештајем који је дизајнирао Хофман и керамичким фризом којег је израдио Густав Климт

## Виле и ентеријери (1906–1914)
У годинама током и након што је дизајнирао Дворац Стокле, Хофман је наставио да гради занимљиве структуре. Значајна дела Хофмана укључују ловачку кућу дизајнирану за Карла Витгенштајна (1906), оца филозофа Лудвига Витгенштајна. Витгенштајн је био покровитељ уметности и обезбедио је средства за изградњу Зграде Сецесије у Бечу. Ловачки дом има рустичан екстеријер, али изузетно модеран ентеријер. Унутрашњи зидови су обложени егзотичним дрветом у геометријским шарама, са позлаћеним декоративним елементима. Сваки елемент, од посуђа до столица и паркета, пажљиво је усклађен и пропорционалан. Предсобље је украсила Бечка радионица, уз слике Карла Ота Чешке, керамику Рихарда Лукша и витража који се приписују Коломану Мозеру.
Скромнија, али живописнија Хофманова креација, била је унутрашњост популарног авангардног ноћног клуба, кабареа Фледермаус у Бечу (1907), направљеног уз помоћ Бечке радионице. Зидови и пултови су били обложени белим малтером и вишебојним плочицама, док су подови имали црну и белу структуру шаховнице. Цео клуб је дизајниран као једно уметничко дело: од намештаја и посуђа, до расветних тела, менија, карата и постера. Хофман је дизајнирао Фледермаус столице, које су постале симбол овог стила.
Друга значајна дела Хофмана су Кућа Хохштетер у Бечу (1906–1907) и Вила Аст у Бечу (1909–1911).
Вила Аст је изграђена за Едуарда Аста, бизнисмена и грађевинског предузимача који је био пионир употребе армираног бетона у Аустрији. Аст је, такође био и главни финансијер Бечке радионице. Кућа је грађена од армираног бетона, опточена украсом и скулптуром. Вила Аст је изграђена на каменом постољу испод којег се налазио подрум. Вила је имала лођу (спољни део зграде оивичен са три бочна фасадна зида) са прозорима који гледају на башту. У башти су се налазили вијугави базени за воду. Као и Дворац Стокле, унутрашњост је била украшена финим мермерним плочама различитих боја и живописном Климтовом сликом.
У периоду 1911–1912, Мориц Галија, главни покровитељ Бечке радионице, ангажовао је Хофмана да дизајнира ентеријер пет главних просторија свог новог дома, укључујући сав намештај, тепихе и расвету. Велики део намештаја, углавном од богато изрезбарене ебановине и пресвлакама јарких боја, налази се данас у Националној галерији Викторије у Мелбурну.
Вила Скајва-Примавеси (1913–1916) у Бечу, сматра се још једним великим делом Хофмана. Изграђена је за индустријалца Ота Примавесија. Ово је била палата од 1000 квадратних метара, смештена у парку. Изграђена је у неокласичном модерном стилу, сва у белој боји. На фронтонима зграде налазиле су се скулптуре Антона Ханака. Унутрашњост је у истом модернизованом неокласичном стилу, украшена паркетом од ретког дрвета, мермерним плочама на зидовима и скулптуралним украсима.
- Декорација за кабаре Фледермаус (1907)
- Столица за кабере Фледермаус (1906–1914)
- Вила Скајва-Примавеси (1913—1916)

## Између ратова (1918–1938)
После Првог светског рата, Хофман је саградио своје последње две виле. Прва је била сеоска кућа за Едуарда Аста у Велдену на Вортерзе у Корушкој. Кућа је грађена у једноставнијем геометријском стилу, са белим зидовима, кубичним облицима и дискретним спољашњим декором, те класичним забатом над улазним вратима са киповима на врху.
Други пројекат је била вила за Соњу Книпс. Соња Книпс је била позната као модел за једно од најранијих Климтових дела. Удала се за индустријалца Антона Книпса, који је био главни покровитељ Бечке радионице. Соњина кућа је била другачија од осталих, мање геометријска у својој фасади и инспирисана британским Покретом за уметност и занат, посебно у својим кровним и поткровним прозорима. Унутрашњост је имала савршену хармонију намештаја, зидне декорације и детаља, а првобитно је употпуњена са три главне Климтове слике, које се сада налазе у музејима.
Током 1920-их, Хофман се посебно заинтересовао за изградњу јавних стамбених зграда за радничку класу. Његов први такав пројекат био је у Клозе-хофу, богатој четврти у Бечу. То је била квадратна зграда од пет спратова, површине шездесет метара пута шездесет метара. Зграда је имала централно двориште у коме је Хофман планирао кулу високу шест спратова. Фасада је била једноставна и обложена белим малтером. Једини украсни детаљи били су једноставни стубови и фронтони над улазима, и двоводни кров, са црвеним обрубом око прозора.
Како се економска криза 1930-их продубљивала, Хофман је у Бечу градио више јавних станова. Највећи пројекат био је у улици Лаксенбургер штрасе број 94, изграђен између 1928. и 1932. године. Садржао је 332 стана у блоковским шестоспратницама у једноставној, функционалној структури око централног дворишта, која је убрзо постала модел за сличне зграде изграђене у Бечу и другим градовима у међуратном периоду.

Хофман, као један од оснивача аустријског Веркбунда, ствара у периоду 1930–32, експериментални град по узору на немачку верзију „Белог града“ створеног у Штутгарту 1928. године. За изложбу, Хофман је дизајнирао четири различите куће, различитих величина и дизајна, све једноставне и практичне. Израђене су биле од цигле покривене малтером. Једна иновативна карактеристика, коју је додао Хофман, било је степениште затворено стаклом на спољашњем делу сваке куће, које је учинило унутрашњост куће већом и дало разноликост фасади. Још једна модерна карактеристика, позајмљена од Корбизјеа, била је кровна тераса на сваком стану.
- Кућа Соње Книпс (1924–25)
- Улаз у кућу Книпса (1924–1925)
- Модел куће Веркбунд, Вајтингергасе број 85 (1930–1932)

## Аустријски павиљон на Венецијанском бијеналу (1934)
Последње велико Хофманово дело пре Другог светског рата био је павиљон Аустрије на Венецијанском бијеналу 1934. године. Зграда је имала облик латиничног слова U, са једном страном нешто дужом од друге. Зидови су били од крепа у хоризонталним пругама. Оригинални улазни портал и скулптурална декорација, које је дизајнирао Хофман, никада нису завршени због буџетских потешкоћа, али је њихово одсуство додатно истакло структуру саме зграде. Зграда није коришћена након 1938. године, када је нацистичка Немачка анектирала Аустрију, али је ипак, 1984. године враћена у првобитни изглед.
- Аустријски павиљон за Венецијански бијенале (1934)

## Касније године (1939–1956)
Године 1936. Хофман је добио звање професора емеритуса ликовних уметности. Године 1937. представио је модел ентеријера "Будоар велике глумице" на Међународној изложби у Паризу. Исте године је дизајнирао нове ентеријере за хотел Империјал у Бечу. Године 1940. редизајнирао је унутрашњост фабрике у Мајсену и њихове канцеларије у Бечу. Након Аншлуса, Хофман је редизајнирао бившу немачку амбасаду у Бечу да служи као ново седиште немачке војске у Аустрији. Током рата осмислио је више од осамдесет пројеката за куће и друге објекте, али нема података колико је зграда било изграђено. Хофман је гласао за унију Аустрије са Немачком и, као што је наведено у књизи Тима Бонихадија „Улица доброг живота. Богатствo моје бечке породице“ (2011), Хофману су се дивили нацисти који су га именовали за специјалног комесара за Бечку уметност и занат.
Одмах након Другог светског рата, Хофман се поново придружио Бечкој сецесији, уметничком покрету којег су он, Климт и Ото Вагнер напустили 1905. године. За председника Сецесије биран је Хофман од 1948. до 1950. године. Између 1949. и 1953. године, на основу свог искуства пре рата, пројектовао је још три велика јавна стамбена пројекта у Бечу.
Јозеф Хофман је преминуо 7. маја 1956. године у свом стану у улици Салезијанергасе број 33 у Бечу. Сахрањен је у Средишњем бечком гробљу (Група 14 C, Број 20). Његов надргробни споменик извајао је Фриц Вортруба.

## Хофманов утицај
Оскар Кокошка, Егон Шиле и Ле Корбизје били су најистакнутији ученици. Под јаким утицајем Хофманове естетике били су још и амерички дизајнери Едвард Х. и Гледис Ашерман и Луиз Бригам. Немачка дизајнерка Ани Шад такође је била Хофманова ученица.
Као члан међународног жирија на конкурсу за пројектовање палате за Лигу народа у Женеви 1927. године, Хофман је припадао мањини која је гласала за Ле Корбизјеов пројекат, а овај је увек са захвалношћу говорио о свом бечком колеги.

## Награде и почасти
- 1950: Велика аустријска државна награда за архитектуру
- 1951: Почасни доктор Технолошког универзитета у Бечу [23]
- Почасни доктор Технолошког универзитета у Дрездену[24]

## Изабор Хофманових архитектонских дела
- 1900–1911: Дизајн за колонију уметника у Хое Варте
- 1900–1901: Двострука кућа за Коломана Мозера и Карла Мола
- 1904: Санаторијум Пуркерсдорф
- 1905–1906: Кућа за писца Рихарда Бер-Хофмана у Бечу
- 1905–1911: Дворац Стокле у Бриселу, Белгија
- 1907: Унутрашња декорација Кабаре Фледермаус у Бечу
- 1909–1911: Аст Вила у Бечу
- 1913–1915: Вила Скајв-Примавеси у Бечу
- 1913–1914: Сеоска кућа за Ота Примавесија (www.primavesi.eu) у Моравској (уништена у пожару 1922. године[25])
- 1919–1924: Кућа за Зигмунда Берла у Брунталу, Моравска
- 1920–1921: Вила за Фрица Громана у Врбном под Прадедем, Моравска
- 1923–1925: Урбани стамбени комплекс Клозе-хоф
- 1924–1925: Вила Книпс у Бечу, изграђена за Соњу Книпс
- 1930–1932: Четири куће у низу за насеље бечког Веркбунда
- 1934: Дизајн огранка Викторин-Верке у Бургрингу[26]
- 1934: Аустријски павиљон на Венецијанском бијеналу

## Избор Хофманових дизјана намештаја
- 1904: Пуркерсдорф Фотеља
- 1905: Зицмашине Фотеља
- 1905: Кунстшау Фотеља
- 1905–1910: Фотеља Дворца Стокле
- 1907: Фледермаус столица
- 1907: Гарнитура за седење "Буенос Аирес"
- 1908: Зибен-кугел-штул столица
- 1908: Арм-лефел столица
- 1910: Кубус Фотеља
- 1910: Клуб фотеља
- 1911: Хаус Колер столица

## Галерија Хофманових пројеката

### 1899-1910
- Кућа на адреси Бергерхое број 1 (1899)
- Зграда у Унтере Хауптштрасе 4–6 (1900)
- Вила Шпицер (1903)
- Кућа Мозер-Мол (1903)
- Протестантска црква (1903)
- Унион хотел (1903)
- Санаторијум Пуркерсдорф (1905)
- Кућа у Верингу, Хазенауер штрасе број 29 (1906)
- Кућа за породицу Мол (1906)
- Кабаре "Фледермаус" (1907)
- Зграда у Бечу на адреси Зајлерштете број 24 (1908)
- Гробница за Емила Цукеркандла (1908)

### 1910-1954
- Зграда у Штајнфелдгасе број 2 (1911)
- Дворац Стокле (1911)
- Гробница Густава Малера (1911)
- Гробница за Пола Витгенштајна (1912)
- Зграда у Пфаргасе 15 (1913)
- Зграда у Касграбенгасе 30-32 (1914)
- Зграда у Касграбенгасе 36–38 (1914)
- Зграда у Сутингергасе 12–14 (1914)
- Зграда у Сутингергасе 16–18 (1914)
- Вила Примавеси (1915)
- Вила у Врбну под Прадедем у Чешкој (1921)
- Кућа за Соњу Книпс (1924)
- Клозе-Хоф (1925)
- Винарски-Хоф (1925)
- Споменик Оту Вагнеру (1930)
- Зграда у бечкој Лаксенбургер Штрасе број 94 (1932)
- Зграда у Вајтингергасе 79–85 (1932)
- Аустријски павиљон на Венецијанском бијеналу (1934)
- Зграда у Бечу на углу Арбајтергасе и Шпенгергасе (1939)
- Зграда у Блајхтурмгасе 23–27 (1950)
- Зграда у Зилбергасе 2–4 (1952)
- Зграда у Хајлигенштетер штрасе број129 (1954)